# Breviraja claramaculata
Breviraja claramaculata är en rockeart som beskrevs av McEachran och Matheson 1985. Breviraja claramaculata ingår i släktet Breviraja och familjen egentliga rockor. IUCN kategoriserar arten globalt som otillräckligt studerad. Inga underarter finns listade.